# Oskilsker Stausee
Der Oskilsker Stausee (ukrainisch Оскільське водосховище, russisch Оскольское водохранилище; früher Tscherwonooskilsker Stausee) liegt im Osten der Ukraine am Unterlauf des Oskil in der Oblast Charkiw und zum Teil in der Oblast Donezk.
Der Stausee liegt in 75 m Höhe und hat eine Oberfläche von 122,6 km². Sein Fassungsvermögen beträgt 435.100.000 m³ Wasser und seine Länge beträgt 84,6 km. Der See hat eine durchschnittliche Breite von 1,6 km, die maximale Breite beträgt 4,0 km. Er ist durchschnittlich 3,88 m tief bei einer Maximaltiefe von 10,5 m.
Der Staudamm und das Wasserkraftwerk wurde in den Jahren 1957–1958 10 km vor der Mündung des Oskil in den Siwerskyj Donez, unterhalb des Dorfes Oskil (zwischen 1919 und 2016 Tscherwonyj Oskil), nach dem er benannt wurde, angelegt. Zwar liefert der See über das Wasserkraftwerk Energie, jedoch hauptsächlich wurde er dazu gebaut, während der Sommermonate für einen ausreichenden Wasserstand im Siwerskyj-Donez-Donbas-Kanal (ukrainisch Канал Сіверський Донець — Донбас) zu sorgen. Am See liegen unter anderem die Ortschaften Borowa, Pidlyman und Pisky-Radkiwski.

## Zerstörung
Ende September 2022 sprengten russische Besatzungsstreitkräfte einen Teil des Staudamms, wodurch die Wasserhöhe auf ein Sechstel der ursprünglichen Höhe fiel.
| Staudamm |

| Charkiw |

| Donez |

| Oblast Charkiw |